# 2023年跨聯盟籃球邀請賽
2023年跨聯盟籃球邀請賽是由中華民國籃球協會主辦的第二屆跨聯盟籃球邀請賽，於2023年9月16日至9月22日在臺北和平籃球館舉行，參賽球隊有超級籃球聯賽臺灣銀行、台灣啤酒（含T1聯盟台啤雲豹球員）與彰化柏力力，P. LEAGUE+桃園璞園領航猿和夢想家青年隊組聯隊，T1聯盟臺北台新戰神，大專籃球聯賽政大雄鷹以及亞運男籃隊，亞運男籃隊打兩場比賽不計入戰績排名。9月14日，臺北市職業籃球員職業工會發表聲明指，亞運男籃隊盼能維持既定集訓行程，並不配合參與跨聯盟籃球邀請賽。9月15日，中華民國籃球協會宣布亞運男籃隊兩場熱身賽取消。
各隊可報名18名球員，每場比賽登錄12名球員，外籍球員（洋將）不可參加，外籍生則允許出賽。
政大雄鷹為跨聯盟籃球邀請賽首支邀請的大專院校籃球隊。政大雄鷹以場均淨勝分26.6分、五連勝奪下跨聯盟籃球邀請賽冠軍。

## 戰績排名
| 排名 | 隊伍                    | 賽 | 勝 | 負 | 率    | 勝差 |
| ---- | ----------------------- | -- | -- | -- | ----- | ---- |
| 1    | 政大雄鷹                | 5  | 5  | 0  | 1.000 | —    |
| 2    | 臺灣銀行                | 5  | 4  | 1  | .800  | 1    |
| 3    | 臺北台新戰神            | 5  | 3  | 2  | .600  | 2    |
| 4    | 台灣啤酒                | 5  | 2  | 3  | .400  | 3    |
| 5    | 彰化柏力力              | 5  | 1  | 4  | .200  | 4    |
| 6    | 領航猿 / 夢想家培訓聯隊 | 5  | 0  | 5  | .000  | 5    |

## 比賽日誌
| 2023年9月16日 | 領航猿 / 夢想家培訓聯隊                                   | 59–81                                | 臺灣銀行                                                   |  |  |
| 17:00         | 每節分數： 14–17、14–21、8–23、23–20                      | 每節分數： 14–17、14–21、8–23、23–20 | 每節分數： 14–17、14–21、8–23、23–20                       |  |  |
|               | 得分： 張幃翔（17） 籃板： 黃偉程（7） 助攻： 林子洧（5） | 詳細數據                             | 得分： 潘祥偉（22） 籃板： 聶歐瑪（13） 助攻： 高健益（5） |  |  |

| 2023年9月16日 | 臺北台新戰神                                               | 86–77                                 | 彰化柏力力                                               |  |  |
| 19:30         | 每節分數： 26–21、24–18、14–21、22–17                      | 每節分數： 26–21、24–18、14–21、22–17 | 每節分數： 26–21、24–18、14–21、22–17                    |  |  |
|               | 得分： 林秉聖（24） 籃板： 孫思堯（10） 助攻： 林秉聖（7） | 詳細數據                              | 得分： 謝承諳（22） 籃板： 郭翰（11） 助攻： 蔡紘揚（5） |  |  |

| 2023年9月17日 | 臺灣銀行                                                  | 76–87                                | 政大雄鷹                                                   |  |  |
| 15:00         | 每節分數： 12–15、25–26、8–25、31–21                      | 每節分數： 12–15、25–26、8–25、31–21 | 每節分數： 12–15、25–26、8–25、31–21                       |  |  |
|               | 得分： 陳侑昫（17） 籃板： 陳侑昫（9） 助攻： 林哲霆（6） | 詳細數據                             | 得分： 宋昕澔（22） 籃板： 波波卡（15） 助攻： 游艾喆（9） |  |  |

| 2023年9月17日 | 台灣啤酒                                                           | 71–80                                 | 臺北台新戰神                                                       |  |  |
| 17:00         | 每節分數： 25–20、11–13、20–18、15–29                              | 每節分數： 25–20、11–13、20–18、15–29 | 每節分數： 25–20、11–13、20–18、15–29                              |  |  |
|               | 得分： 吳季穎（19） 籃板： 朱億宗（8） 助攻： 吳季穎 / 陳兆豪（3） | 詳細數據                              | 得分： 林秉聖（24） 籃板： 孫思堯（8） 助攻： 林秉聖 / 丁聖儒（5） |  |  |

| 2023年9月17日 | 彰化柏力力                                                 | 89–71                                 | 領航猿 / 夢想家培訓聯隊                                                       |  |  |
| 19:00         | 每節分數： 22–13、21–25、23–17、23–16                      | 每節分數： 22–13、21–25、23–17、23–16 | 每節分數： 22–13、21–25、23–17、23–16                                         |  |  |
|               | 得分： 蘇格爾（15） 籃板： 蘇格爾（12） 助攻： 蔡紘揚（6） | 詳細數據                              | 得分： 東方譯慷（14） 籃板： 黃偉程（7） 助攻： 張傑程 / 陳力生 / 陳定雩（3） |  |  |

| 2023年9月18日 | 台灣啤酒                                                            | 77–86                                 | 臺灣銀行                                                   |  |  |
| 17:00         | 每節分數： 15–25、21–24、21–21、20–16                               | 每節分數： 15–25、21–24、21–21、20–16 | 每節分數： 15–25、21–24、21–21、20–16                      |  |  |
|               | 得分： 朱億宗（26） 籃板： 朱億宗 / 王皓吉（10） 助攻： 簡肇熠（4） | 詳細數據                              | 得分： 高健益（20） 籃板： 陳侑昫（16） 助攻： 王偉丞（8） |  |  |

| 2023年9月18日 | 領航猿 / 夢想家培訓聯隊                                   | 69–88                                | 臺北台新戰神                                               |  |  |
| 19:00         | 每節分數： 20–22、24–25、17–20、8–21                      | 每節分數： 20–22、24–25、17–20、8–21 | 每節分數： 20–22、24–25、17–20、8–21                       |  |  |
|               | 得分： 關達祐（13） 籃板： 胡晉豪（7） 助攻： 關達祐（6） | 詳細數據                             | 得分： 曹薰襄（21） 籃板： 張兆辰（11） 助攻： 曹薰襄（6） |  |  |

| 2023年9月19日 | 領航猿 / 夢想家培訓聯隊                                            | 65–107                                | 政大雄鷹                                                    |  |  |
| 17:00         | 每節分數： 15–31、13–26、26–33、11–17                              | 每節分數： 15–31、13–26、26–33、11–17 | 每節分數： 15–31、13–26、26–33、11–17                       |  |  |
|               | 得分： 陳力生（15） 籃板： 胡晉豪（5） 助攻： 張傑程 / 陳力生（3） | 詳細數據                              | 得分： 宋昕澔（19） 籃板： 波波卡（11） 助攻： 游艾喆（10） |  |  |

| 2023年9月19日 | 臺灣銀行                                                  | 98–96                                 | 彰化柏力力                                                 |  |  |
| 19:00         | 每節分數： 29–29、19–26、25–16、25–25                     | 每節分數： 29–29、19–26、25–16、25–25 | 每節分數： 29–29、19–26、25–16、25–25                      |  |  |
|               | 得分： 張家禾（22） 籃板： 聶歐瑪（7） 助攻： 王偉丞（8） | 詳細數據                              | 得分： 蔡紘揚（23） 籃板： 蘇格爾（14） 助攻： 林梓峰（8） |  |  |

| 2023年9月20日 | 政大雄鷹                                                   | 98–70                                 | 臺北台新戰神                                              |  |  |
| 17:00         | 每節分數： 23–18、24–15、22–19、29–18                      | 每節分數： 23–18、24–15、22–19、29–18 | 每節分數： 23–18、24–15、22–19、29–18                     |  |  |
|               | 得分： 莊朝勝（20） 籃板： 波波卡（14） 助攻： 游艾喆（8） | 詳細數據                              | 得分： 曹薰襄（12） 籃板： 林秉聖（8） 助攻： 林宜輝（7） |  |  |

| 2023年9月20日 | 彰化柏力力                                                                                     | 81–96                                 | 台灣啤酒                                                                    |  |  |
| 19:00         | 每節分數： 24–21、12–30、18–20、27–25                                                          | 每節分數： 24–21、12–30、18–20、27–25 | 每節分數： 24–21、12–30、18–20、27–25                                       |  |  |
|               | 得分： 蔣浩偉（20） 籃板： 蘇格爾（16） 助攻： 江尚謙 / 蔣浩偉 / 林梓峰 / 蔡紘揚 / 徐仕宏（2） | 詳細數據                              | 得分： 王新瑋 / 陳兆豪（16） 籃板： 朱億宗（8） 助攻： 吳季穎 / 朱億宗（6） |  |  |

| 2023年9月21日 | 臺北台新戰神                                                       | 71–85                                 | 臺灣銀行                                                   |  |  |
| 17:00         | 每節分數： 14–16、21–17、15–26、21–26                              | 每節分數： 14–16、21–17、15–26、21–26 | 每節分數： 14–16、21–17、15–26、21–26                      |  |  |
|               | 得分： 林秉聖（18） 籃板： 林秉聖 / 劉彥廷（9） 助攻： 丁聖儒（8） | 詳細數據                              | 得分： 林均濠（19） 籃板： 林均濠（10） 助攻： 林哲霆（5） |  |  |

| 2023年9月21日 | 台灣啤酒                                             | 82–111                                | 政大雄鷹                                                   |  |  |
| 19:00         | 每節分數： 18–28、23–34、13–27、28–22                | 每節分數： 18–28、23–34、13–27、28–22 | 每節分數： 18–28、23–34、13–27、28–22                      |  |  |
|               | 得分： 蓋比（25） 籃板： 蓋比（19） 助攻： 蓋比（4） | 詳細數據                              | 得分： 莫巴耶（25） 籃板： 波波卡（11） 助攻： 游艾喆（9） |  |  |

| 2023年9月22日 | 領航猿 / 夢想家培訓聯隊                                     | 68–88                                 | 台灣啤酒                                             |  |  |
| 17:00         | 每節分數： 19–23、23–26、14–18、12–21                       | 每節分數： 19–23、23–26、14–18、12–21 | 每節分數： 19–23、23–26、14–18、12–21                |  |  |
|               | 得分： 東方譯慷（17） 籃板： 胡晉豪（6） 助攻： 關達祐（5） | 詳細數據                              | 得分： 蓋比（25） 籃板： 蓋比（11） 助攻： 蓋比（7） |  |  |

| 2023年9月22日 | 政大雄鷹                                                    | 101–78                                | 彰化柏力力                                                         |  |  |
| 19:00         | 每節分數： 27–22、34–16、21–23、19–17                       | 每節分數： 27–22、34–16、21–23、19–17 | 每節分數： 27–22、34–16、21–23、19–17                              |  |  |
|               | 得分： 宋昕澔（31） 籃板： 莫巴耶（12） 助攻： 游艾喆（10） | 詳細數據                              | 得分： 蘇格爾（18） 籃板： 謝承諳 / 蘇格爾（9） 助攻： 陳奕綸（6） |  |  |

## 球員名單
彰化柏力力
臺灣銀行
台灣啤酒
臺北台新戰神
政大雄鷹
領航猿 / 夢想家培訓聯隊

## 獎項
冠軍隊伍每人可獲得新臺幣20萬元獎金，MVP得主有8萬元，最佳五人每名得主則有1萬元。
| 獎項     | 得主     | 球隊         | 參考  |
| -------- | -------- | ------------ | ----- |
| 冠軍     | 政大雄鷹 | 政大雄鷹     | [ 8 ] |
| MVP      | 宋昕澔   | 政大雄鷹     | [ 8 ] |
| 最佳五人 | 游艾喆   | 政大雄鷹     | [ 8 ] |
| 最佳五人 | 波波卡   | 政大雄鷹     | [ 8 ] |
| 最佳五人 | 林秉聖   | 臺北台新戰神 | [ 8 ] |
| 最佳五人 | 張家禾   | 臺灣銀行     | [ 8 ] |
| 最佳五人 | 朱億宗   | 台灣啤酒     | [ 8 ] |
| 金哨獎   | 莊智鈞   | 莊智鈞       | [ 8 ] |

## 外部連結
- 官方网站